# Andamanski jezici
Andamanski jezici, jezična porodica s Andamanskog otočja, Indija obuhvaća (13) jezika. Dijeli se na: 
- Velikoandamanske: a-pucikwar, aka-bea, aka-bo, aka-cari, aka-jeru, aka-kede, aka-kol, aka-kora, akar-bale, oko-juwoi.
- južnoandamanske: jarawa, önge, sentinel.[1]

## Vanjske poveznice
- Ethnologue (14th)
- Ethnologue (15th)
- Tree for Andamanese  Arhivirana inačica izvorne stranice od 22. listopada 2008. (Wayback Machine)